# Bonville
Bonville – miasto w Australii, w stanie Nowa Południowa Walia.